# Ilkka Sinisalo
Ilkka Antero Jouko Sinisalo (* 10. Juli 1958 in Valkeakoski; † 5. April 2017) war ein finnischer Eishockeyspieler und -scout, der in seiner aktiven Zeit von 1976 bis 1996 unter anderem für die Philadelphia Flyers, Minnesota North Stars und Los Angeles Kings in der National Hockey League gespielt hat. Sein Sohn Tomas ist ebenfalls Eishockeyspieler.

## Karriere
Ilkka Sinisalo begann seine Karriere als Eishockeyspieler im Nachwuchsbereich von PiTa Helsinki, für dessen Profimannschaft er in der Saison 1976/77 sein Debüt in der damals noch zweitklassigen I divisioona gab. Anschließend wechselte er zu dessen Stadtrivalen HIFK Helsinki, mit dem er in der Saison 1979/80 zum ersten und einzigen Mal in seiner Laufbahn Finnischer Meister wurde. Am 14. Februar 1981 unterschrieb der Angreifer als Free Agent einen Vertrag bei den Philadelphia Flyers, bei denen er in den folgenden neun Jahren einen Stammplatz in der National Hockey League hatte. Zur Saison 1990/91 unterschrieb er bei deren Ligarivalen Minnesota North Stars, wobei er die Spielzeit bei den Los Angeles Kings beendete.
In der Saison 1991/92 kam Sinisalo nur noch zu drei Einsätzen in der NHL für Los Angeles, während er die gesamte restliche Zeit bei deren Farmteam aus der International Hockey League, den Phoenix Roadrunners verbrachte. Daraufhin kehrte der Linksschütze in seine finnische Heimat zurück, wo er mit HPK Hämeenlinna 1993 erst im Playoff-Finale an TPS Turku scheiterte. Für die Saison 1993/94 wurde der ehemalige Nationalspieler von Ilves Tampere verpflichtet, spielte jedoch hauptsächlich für Kärpät Oulu in der zweitklassigen I divisioona. Nachdem er auch in der folgenden Spielzeit bei Ilves begonnen hatte, wechselte der Flügelspieler im Laufe der Saison 1994/95 zu den Espoo Blues, bei denen er im Anschluss an die Saison 1995/96 im Alter von 37 Jahren seine Karriere beendete.
Ab 2004 arbeitete er als Scout für die Philadelphia Flyers. Sinisalo verstarb nach langer Krebserkrankung im April 2017 im Alter von 58 Jahren.

### International
Für Finnland nahm Sinisalo an der Junioren-Weltmeisterschaft 1978, sowie den Weltmeisterschaften 1981, 1982 und 1983 teil.

## Erfolge und Auszeichnungen
- 1980 Finnischer Meister mit HIFK Helsinki
- 1993 Finnischer Vizemeister mit HPK Hämeenlinna
- 1997 Aufnahme in die Finnische Eishockey-Ruhmeshalle

## Karrierestatistik

### International
Vertrat Finnland bei:
- Junioren-Weltmeisterschaft 1978
- Weltmeisterschaft 1981
- Canada Cup 1981
- Weltmeisterschaft 1982
- Weltmeisterschaft 1983

(Legende zur Spielerstatistik: Sp oder GP = absolvierte Spiele; T oder G = erzielte Tore; V oder A = erzielte Assists; Pkt oder Pts = erzielte Scorerpunkte; SM oder PIM = erhaltene Strafminuten; +/− = Plus/Minus-Bilanz; PP = erzielte Überzahltore; SH = erzielte Unterzahltore; GW = erzielte Siegtore; 1 Play-downs/Relegation; Kursiv: Statistik nicht vollständig)